# VI Brigada Aérea (Argentina)
La VI Brigada Aérea (VI BA) es una brigada aérea de la Fuerza Aérea Argentina creada en 1949 con asiento en Tandil. Su principal tarea es la defensa del espacio aéreo argentino.
Actualmente cuenta con una dotación de apenas seis (6) entrenadores ligeros FAdeA IA-63 Pampa III B2 y que en los próximos años recibirá un lote de 24 cazas multirrol F-16AM/BM Block 15MLU M6.5 de fabricación estadounidense. Su misión principal es la defensa del espacio aéreo nacional.
Es una unidad Veterana de Guerra de Malvinas. La brigada aérea participó de las operaciones de combate con su dotación de cazabombarderos supersónicos IAI M-5 "Dagger". Fue declarada "Brigada Heroica" por el Municipio de Tandil en 2023.

## Medios
| Grupo 6 de Caza        | Grupo 6 de Caza                     |
| Unidad                 | Medios                              |
| ---------------------- | ----------------------------------- |
| Escuadrón I            | FADEA IA-63 Pampa III Bloque II (6) |
|                        |                                     |
| Escuadrón de Servicios | Cessna C-182 (1) Hughes 369/500 (1) |

## Historia

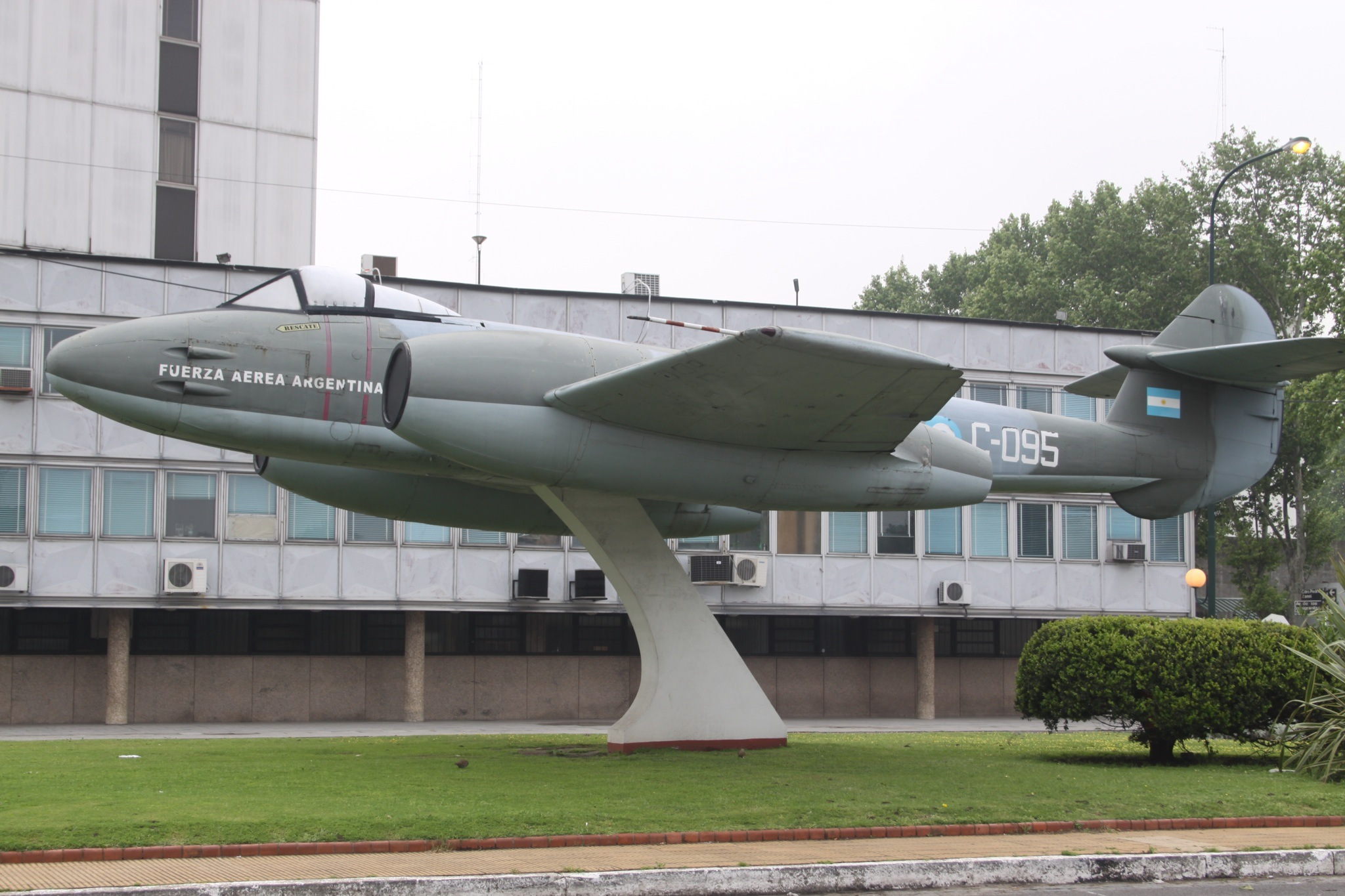
Gloster Meteor F-4 matrícula C-095 como monumento cerca del Edificio Cóndor, sede del Estado Mayor General de la Fuerza Aérea.

La VI Brigada Aérea fue creada el 15 de marzo de 1949. En 1951 le fueron asignados el Grupo 2 de Caza-Interceptora y Grupo 3 de Caza-Interceptora, el Grupo Base 6 y el Grupo Técnico 6.
En 1947 se incorporaron los aviones Gloster Meteor.
En 1952 los grupos de caza se mudaron a la VII Brigada Aérea y la VI Brigada quedó como destacamento.
El 16 de junio de 1955 aviones North American T-6 Texan de la Armada Argentina bombardearon y dispararon con ametralladoras la Plaza de Mayo, la Casa Rosada y el edificio de la Confederación General del Trabajo (CGT). Salieron cuatro Gloster Meteor para interceptar los Texan navales, un Meteor derribó a un Texan.
En 1962 se creó el Grupo 1 de Exploración Lejana con aviones Grumman HU-16 Albatross.
En 1965 Tandil pasó de destacamento a base.

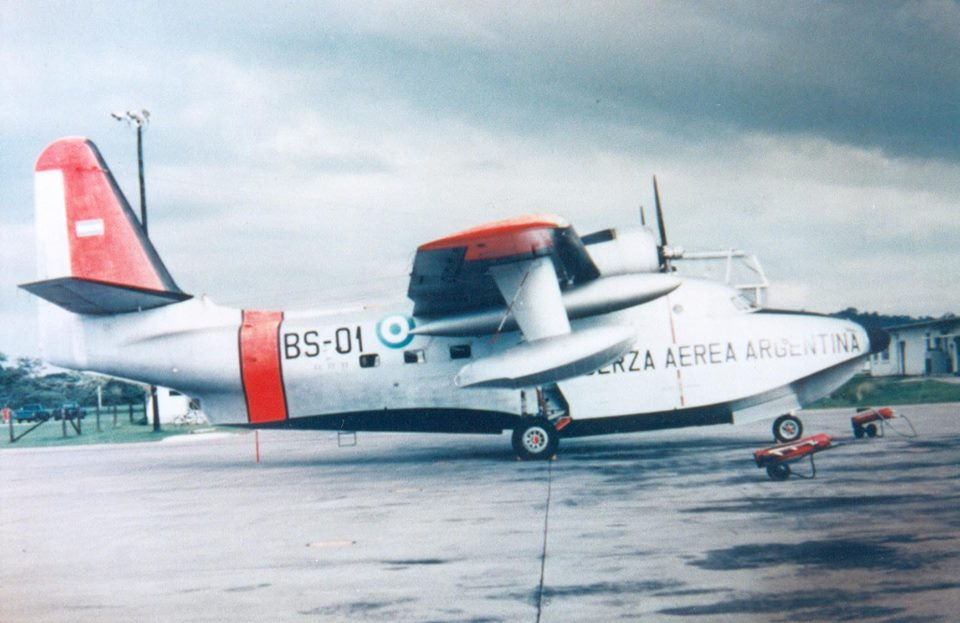
Albatross.

Los HU-16 Albatross protagonizaron el primer sobrevuelo de la Antártida el 17 de septiembre de 1964.
En 1971 un Albatross inaugura las comunicaciones con las islas Malvinas.

### 1982-presente
El Grupo 6 perdió un total de 11 aviones en el conflicto del Atlántico Sur. La Argentina adquirió un lote de 10 aviones Mirage M-5P/5P3 a la Fuerza Aérea del Perú (FAP), que en 1986 son transferidos a la X Brigada Aérea de Río Gallegos, Provincia de Santa Cruz.
En 1988/89 el G-6C recibió la dotación de interceptores Mirage M-III EA/DA provenientes del disuelto Grupo 8 de Caza de Moreno. En 1998 se tramita la baja de los interceptores M-III CJ/BJ de la IV Brigada Aérea de El Plumerillo, Provincia de Mendoza. De esta manera todos los aviones de la familia Mirage quedaron concentrados en una sola brigada aérea hacia el siglo XXI.
En agosto, el Grupo 6 participó del ejercicio Águila I o Southern Falcon, celebrado en la V Brigada Aérea junto a cazas F-16C del 160.º Escuadrón de Caza de la USAF, además de A-4 Skyhawk del Grupo 5 de Caza. Del 18 al 28 de abril de 2001, el Escuadrón I participó de la segunda edición junto al 121.º Escuadrón de Caza de EE. UU, además del Grupo 5.
En 2024 se re-asigna un lote de tres (3) IA-63 Pampa III B2 de la VI Brigada Aérea y se los coloca en la X Brigada Aérea de Río Gallegos.
La brigada aérea será dotada próximamente con un lote de 24 cazas multirrol F-16AM/BM Block 15MLU M6.5 de fabricación estadounidense adquiridos a la RDAF (real fuerza aérea de Dinamarca) en 2024.

## Organización
- VI Brigada Aérea (VI BA). Guar Ae Tandil (Tandil, BA).[18][19][20]
  - Grupo 6 de Caza (G6C). Guar Ae Tandil (Tandil, BA).
  - Grupo Técnico 6 (GT6). Guar Ae Tandil (Tandil, BA).
  - Grupo Base 6 (GB6). Guar Ae Tandil (Tandil, BA).

Fuentes

## Distintivos

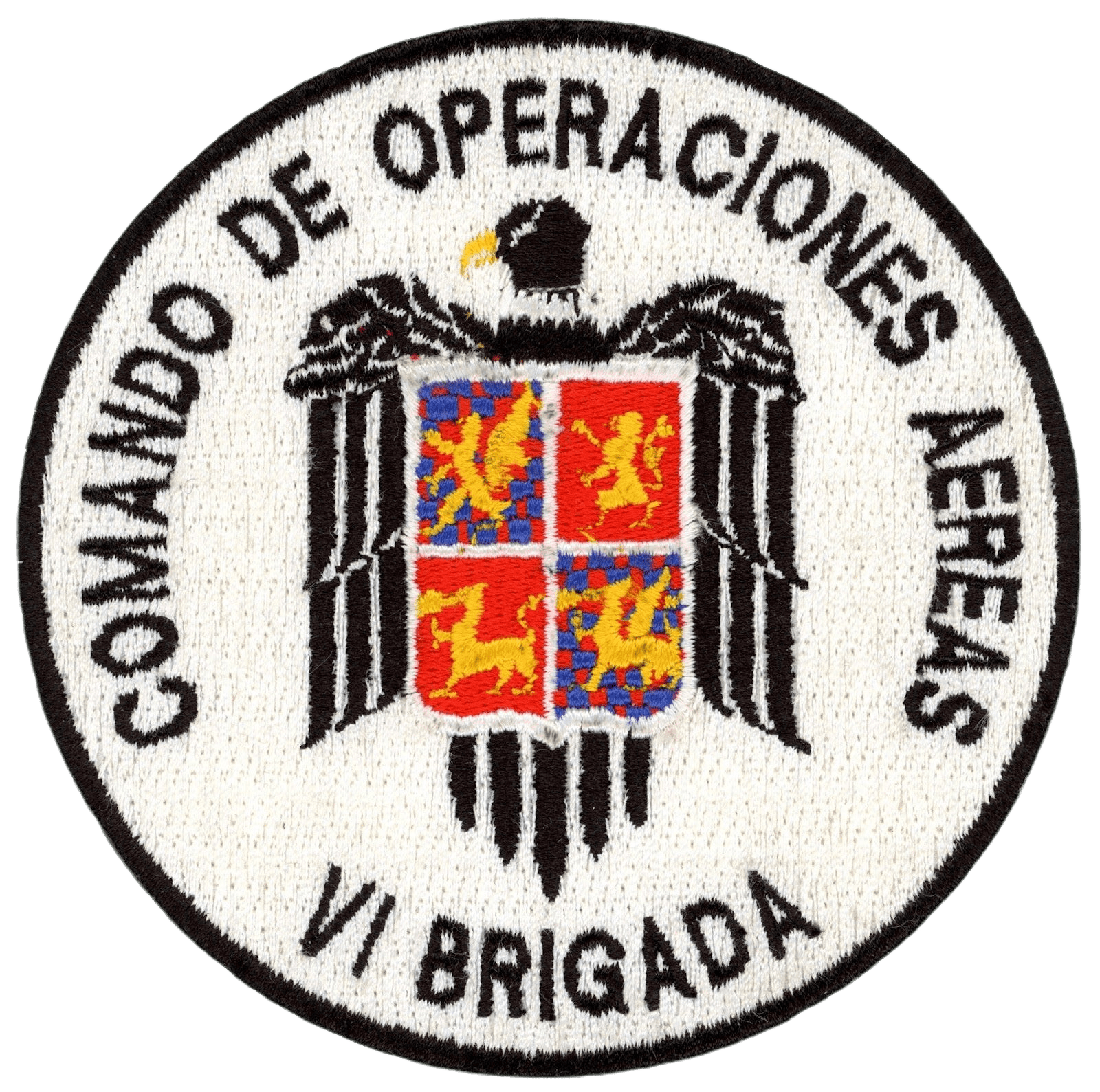
VI BrAe - Comando Operaciones Aéreas
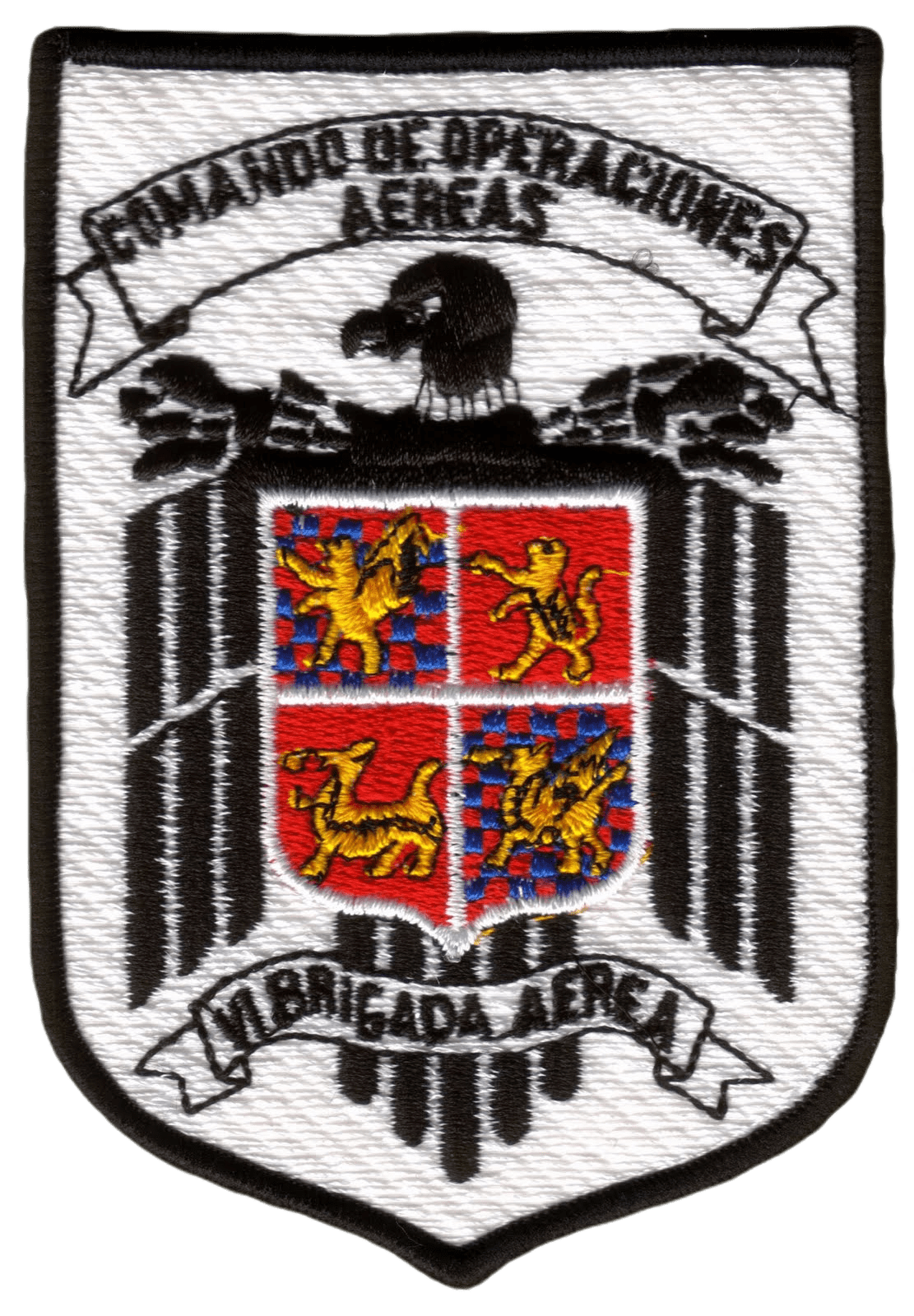
VI Br Ae - Comando de Operaciones Aéreas
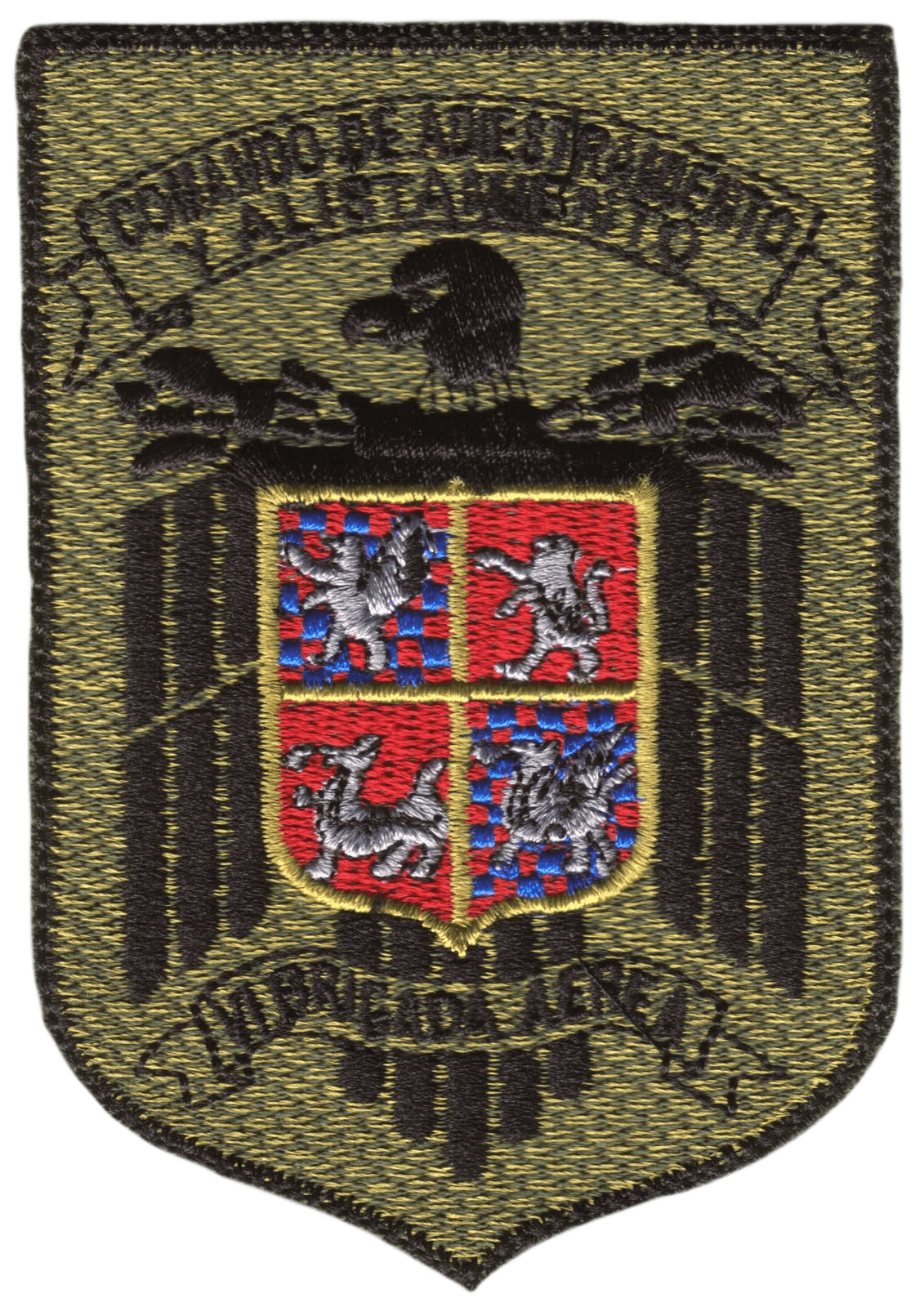
VI Br Ae - Comando Adiestramiento Alistamiento (baja visibilidad)
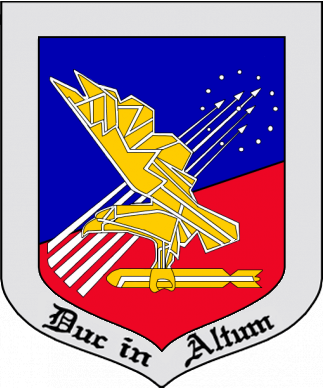
Grupo 6 de Caza (hasta 1989) Escuadrón 1 (desde 1989)
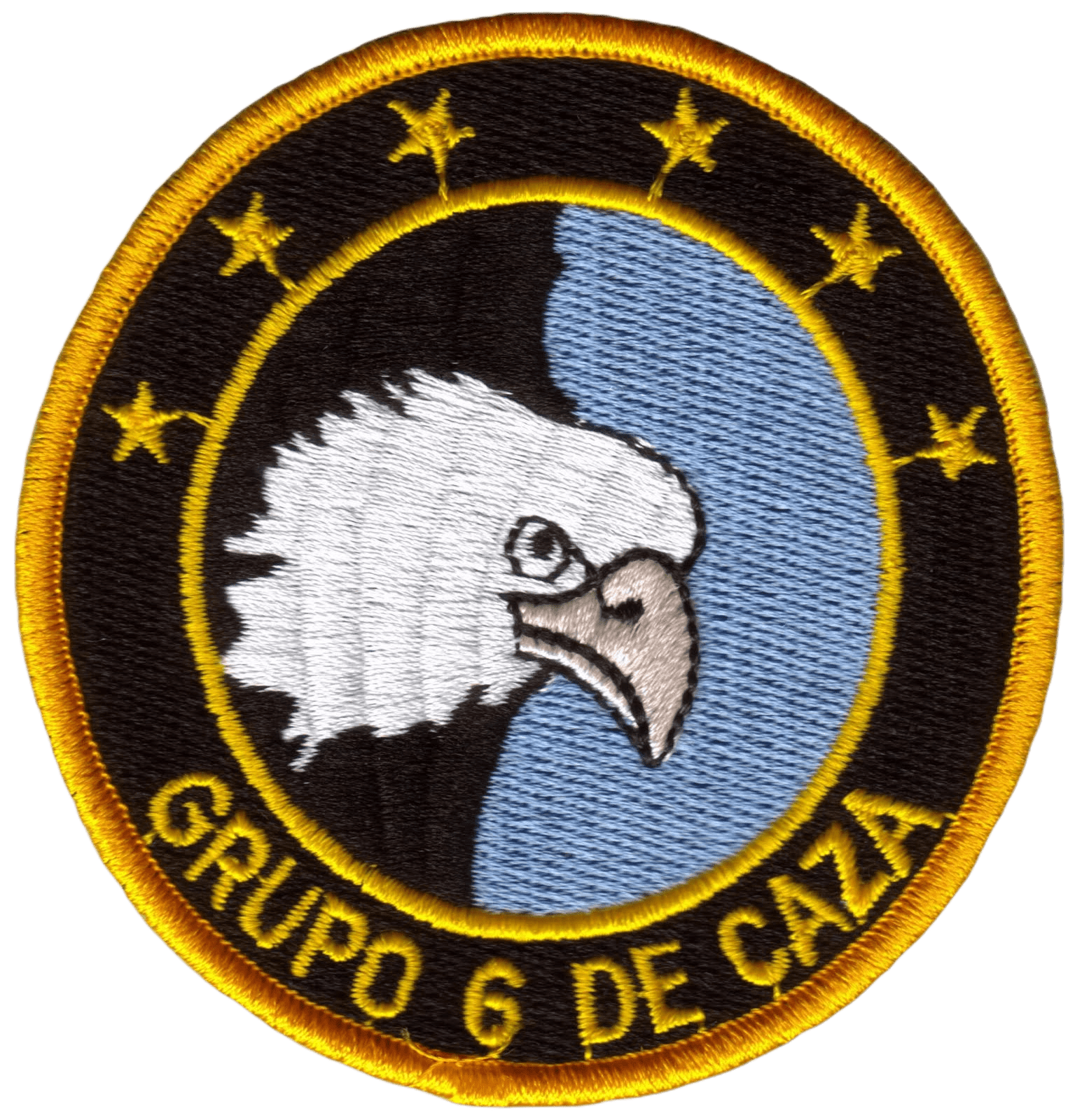
Grupo 6 de Caza (desde 1989)
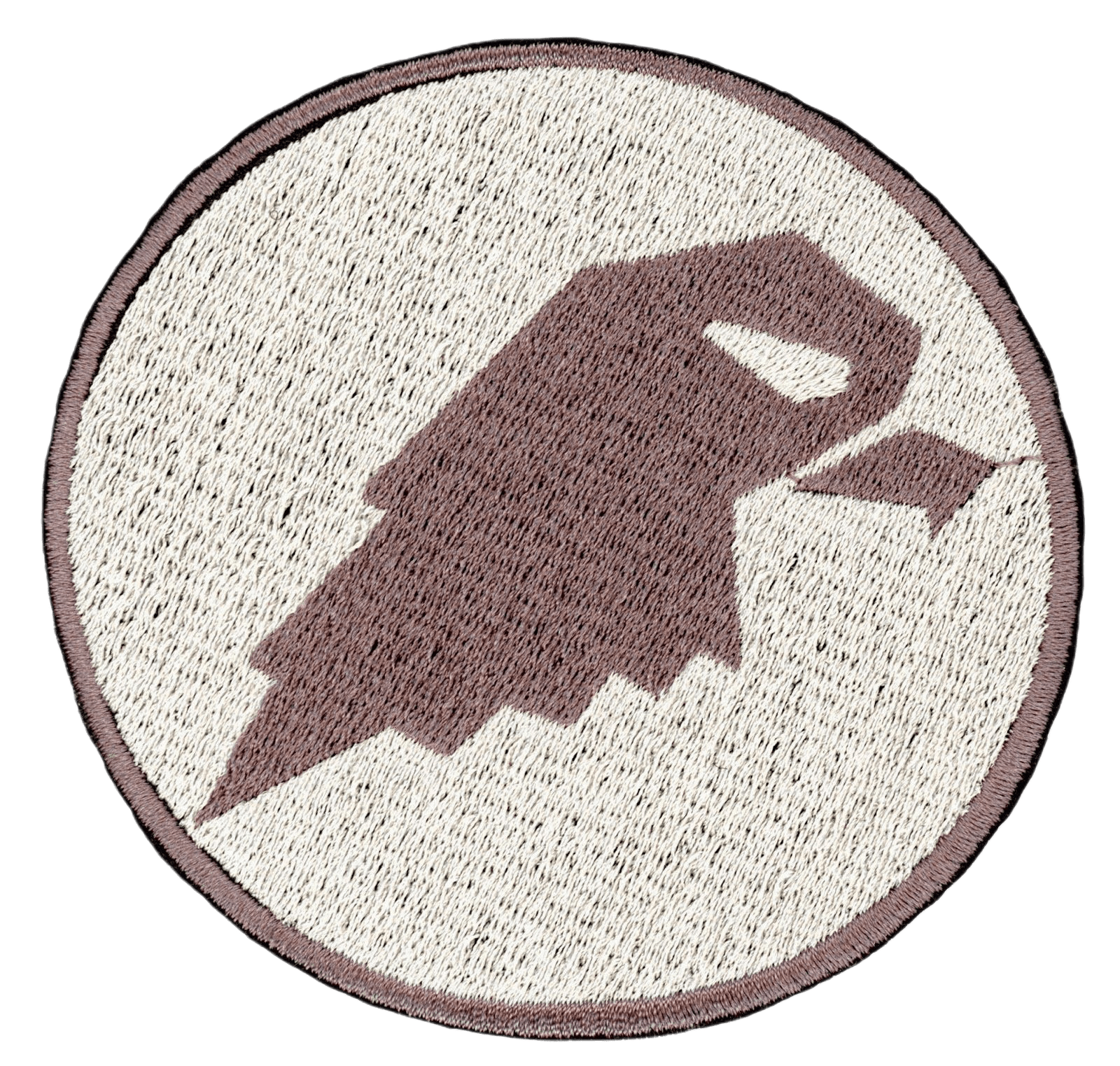
Grupo Aéreo 6 (emblema de cola)
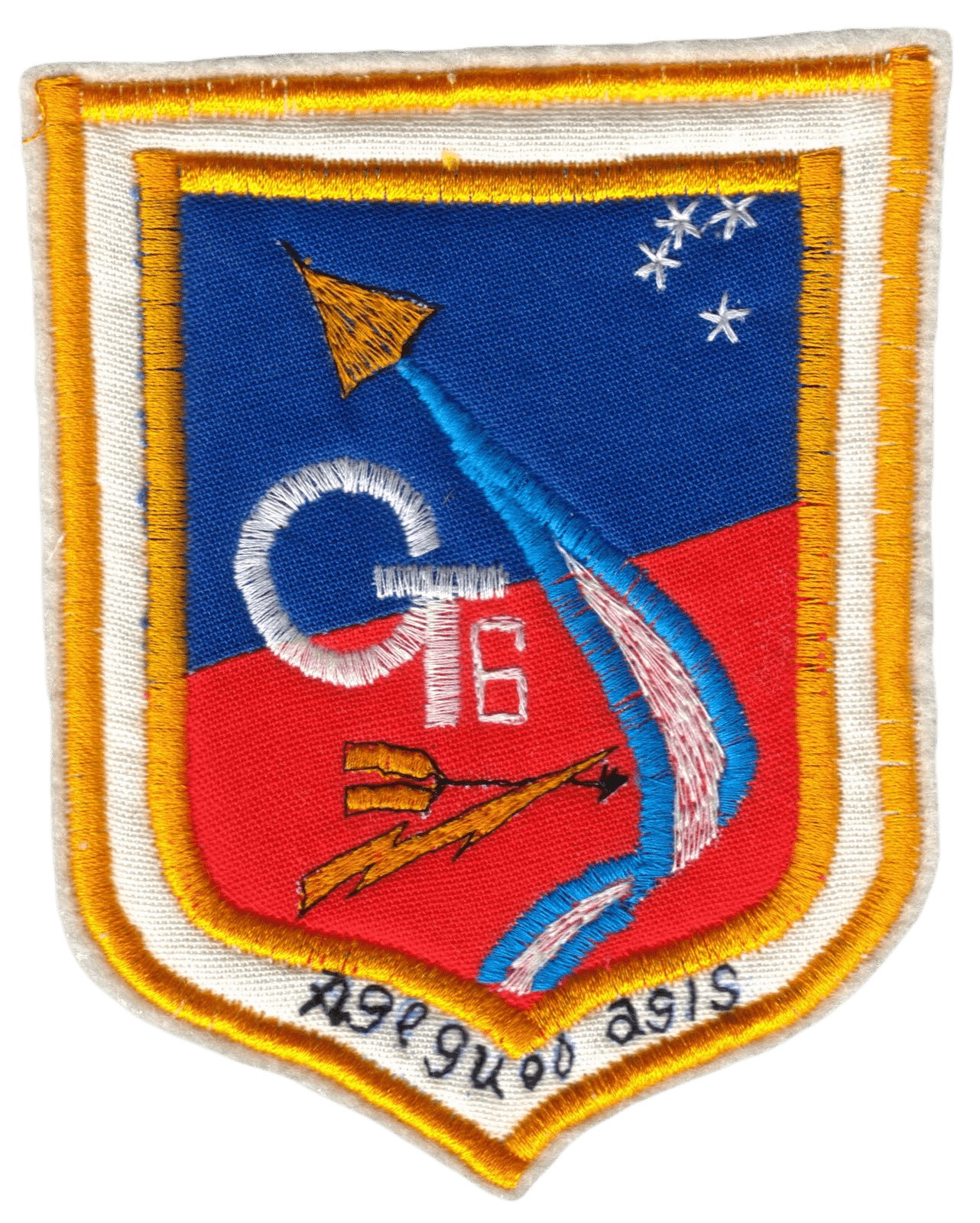
Grupo Técnico 6
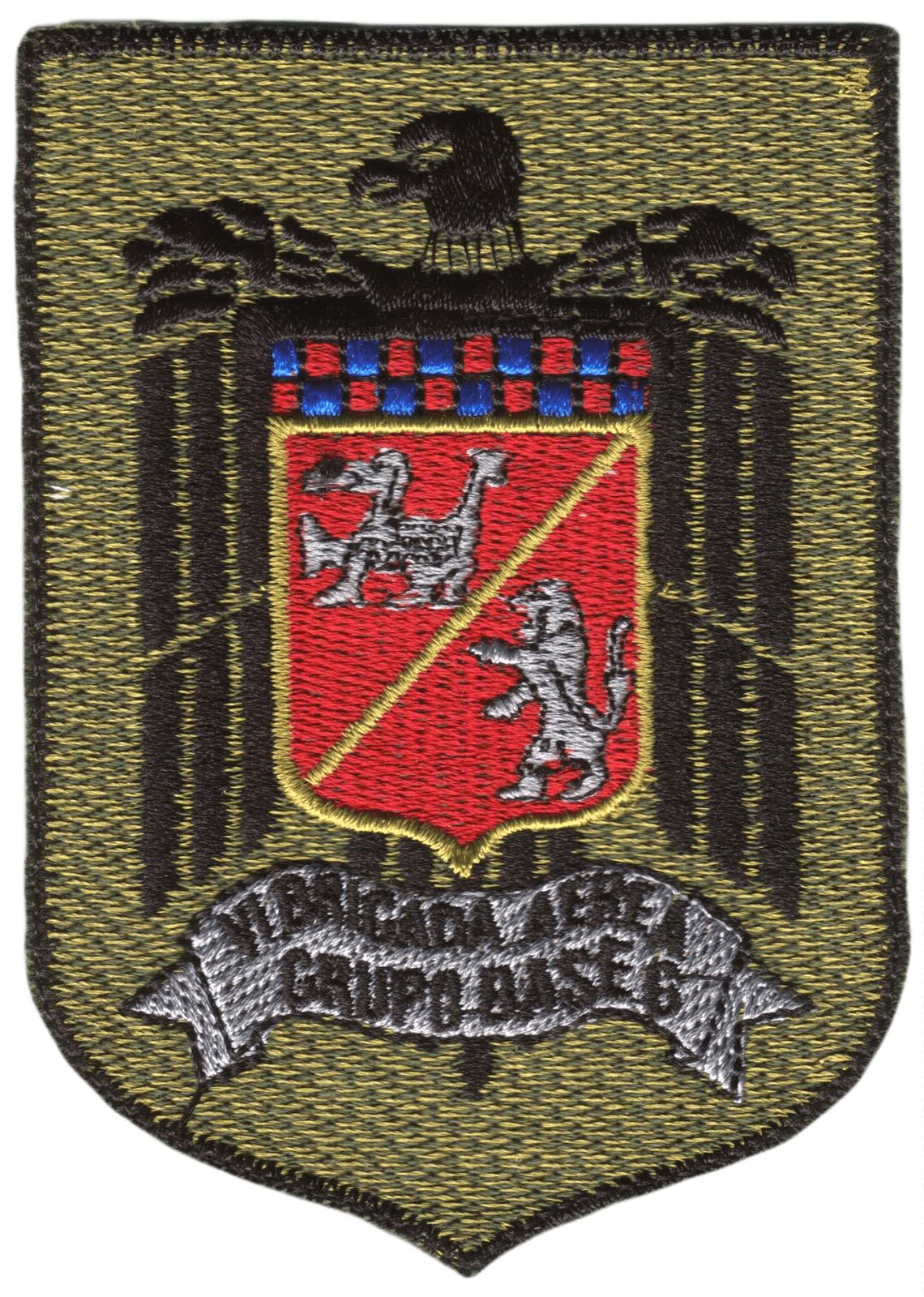
Grupo Base 6 (baja visibilidad)
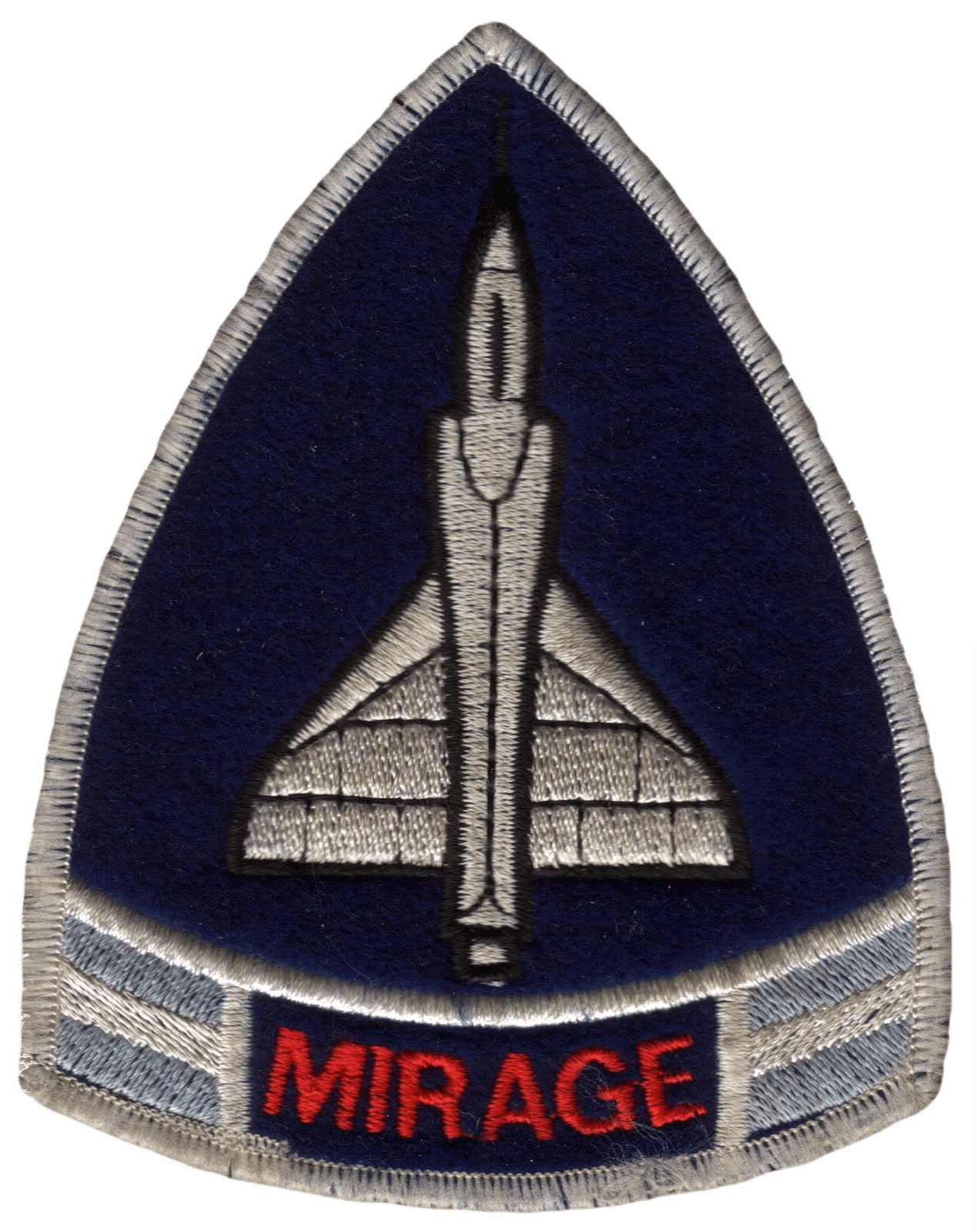
Sistema de Armas Mirage
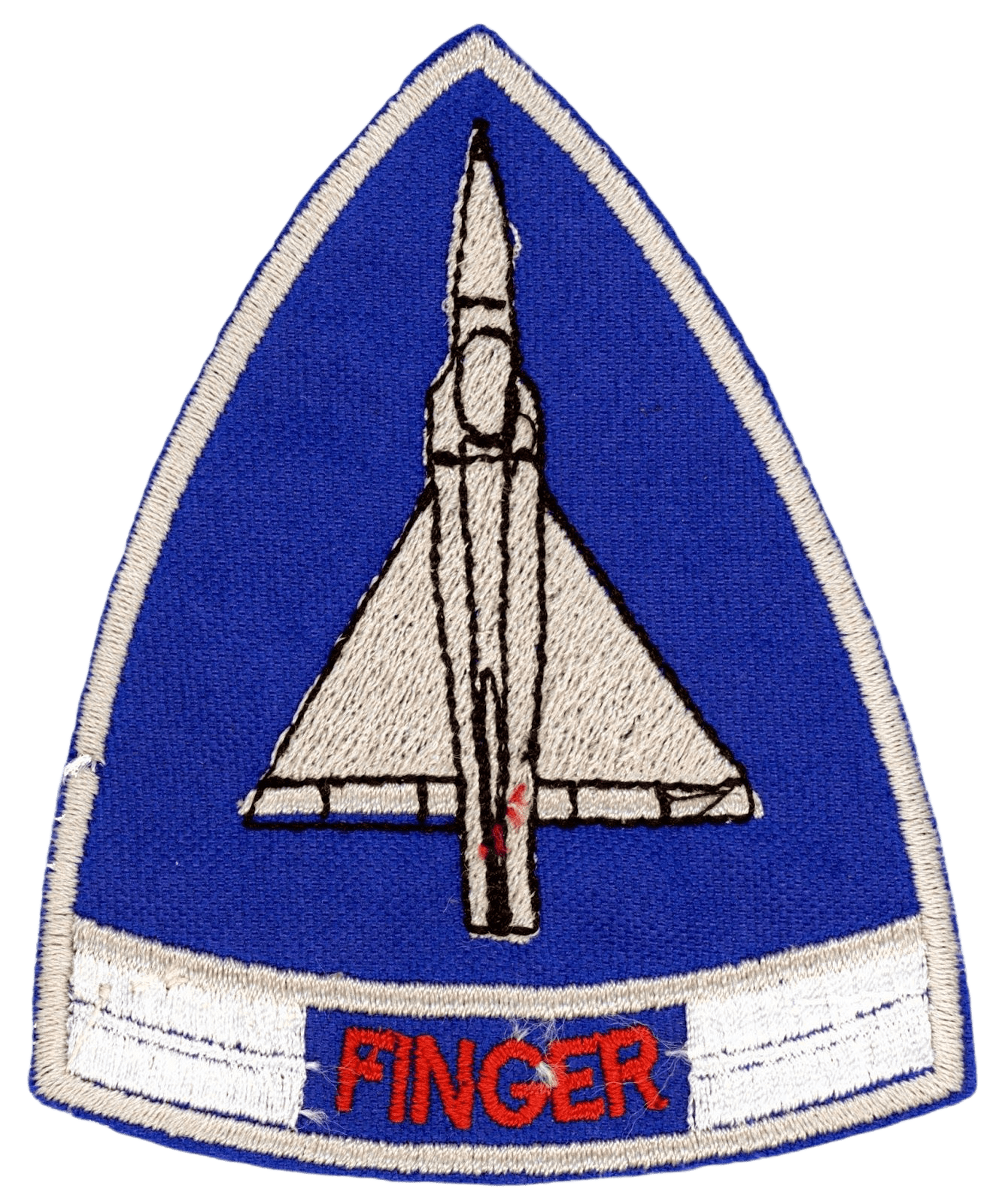
Sistema Armas Finger
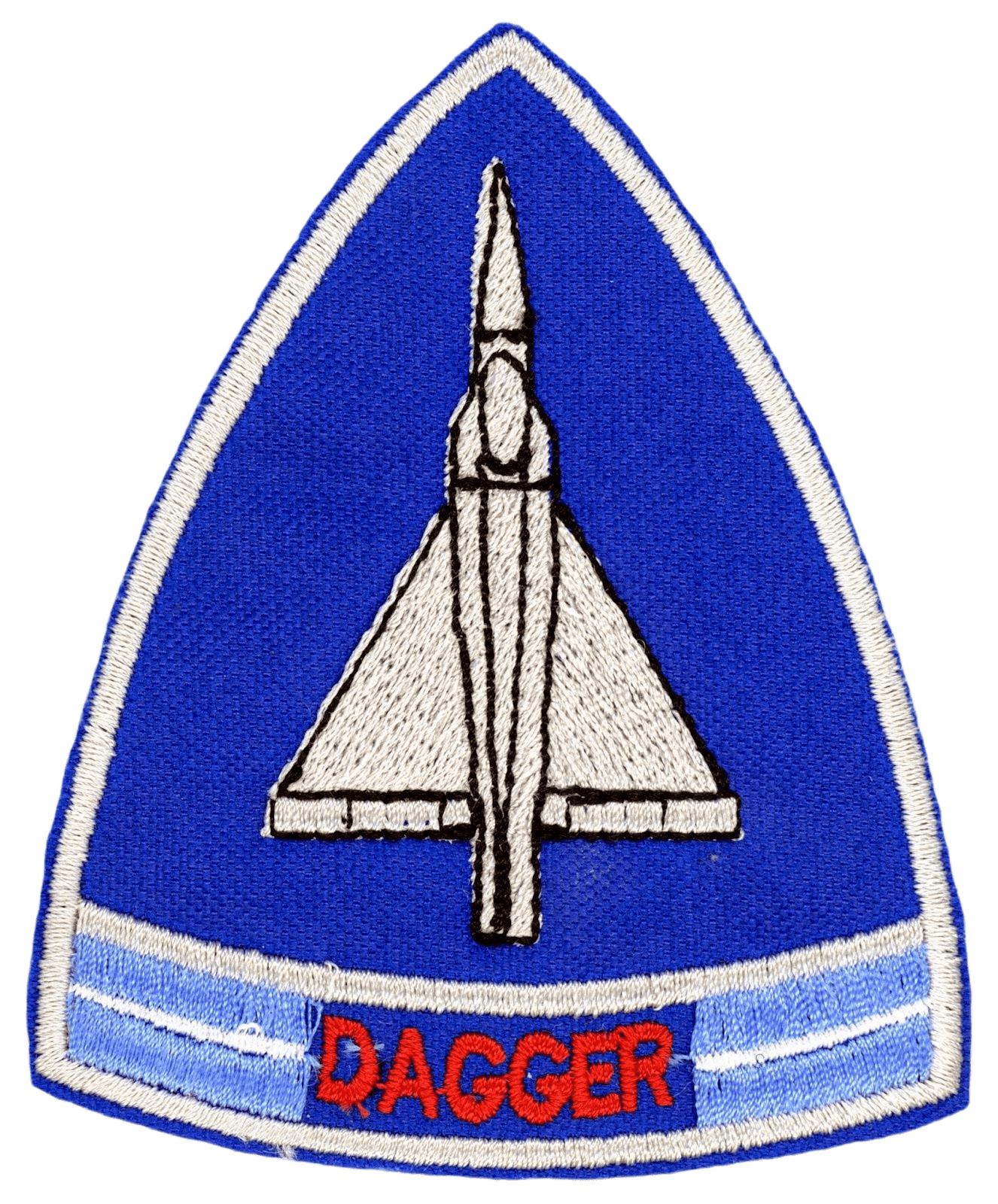
Sistema de Armas Dagger
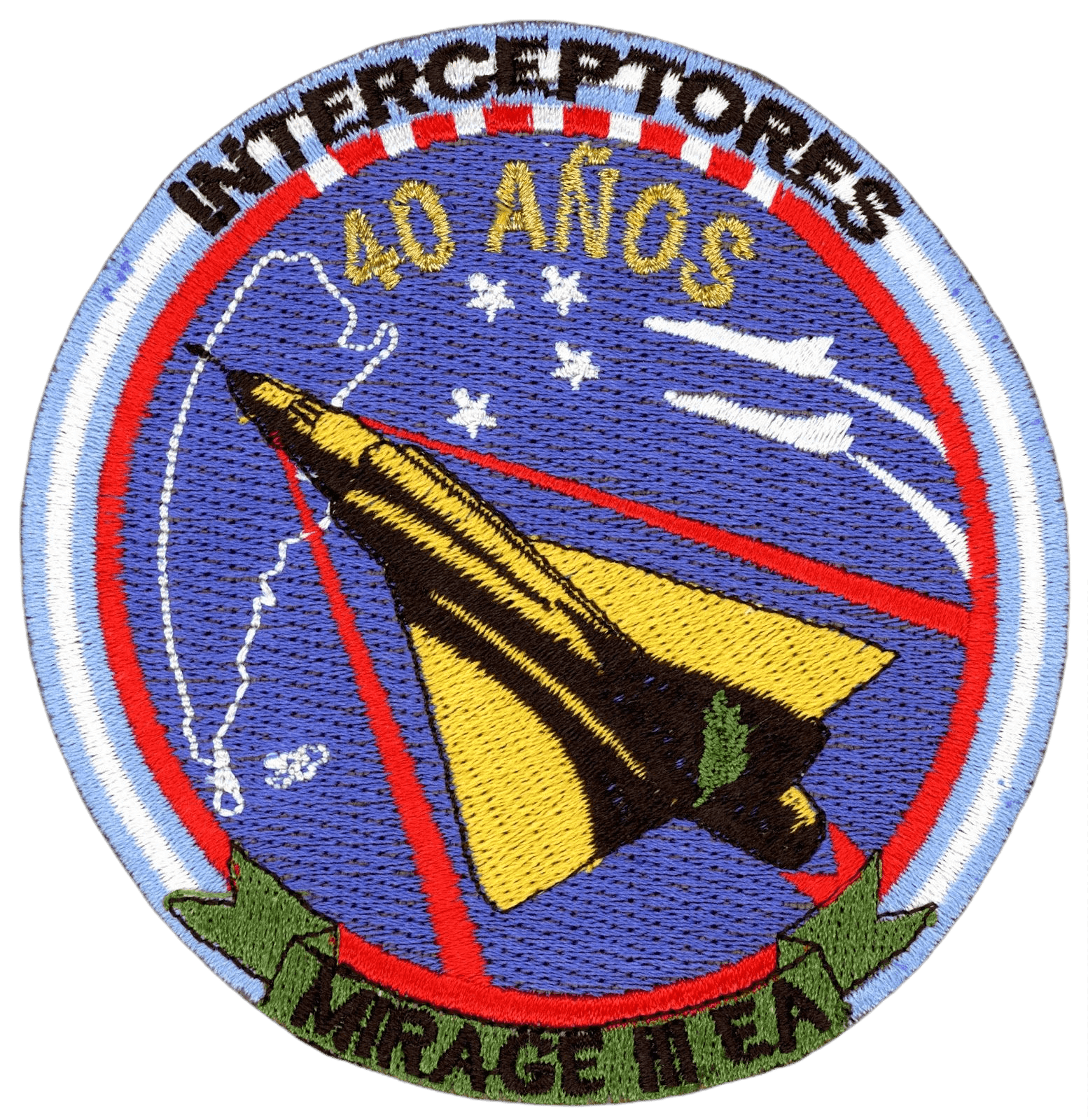
Distintivo conmemorativo 40 años Mirage IIIEA
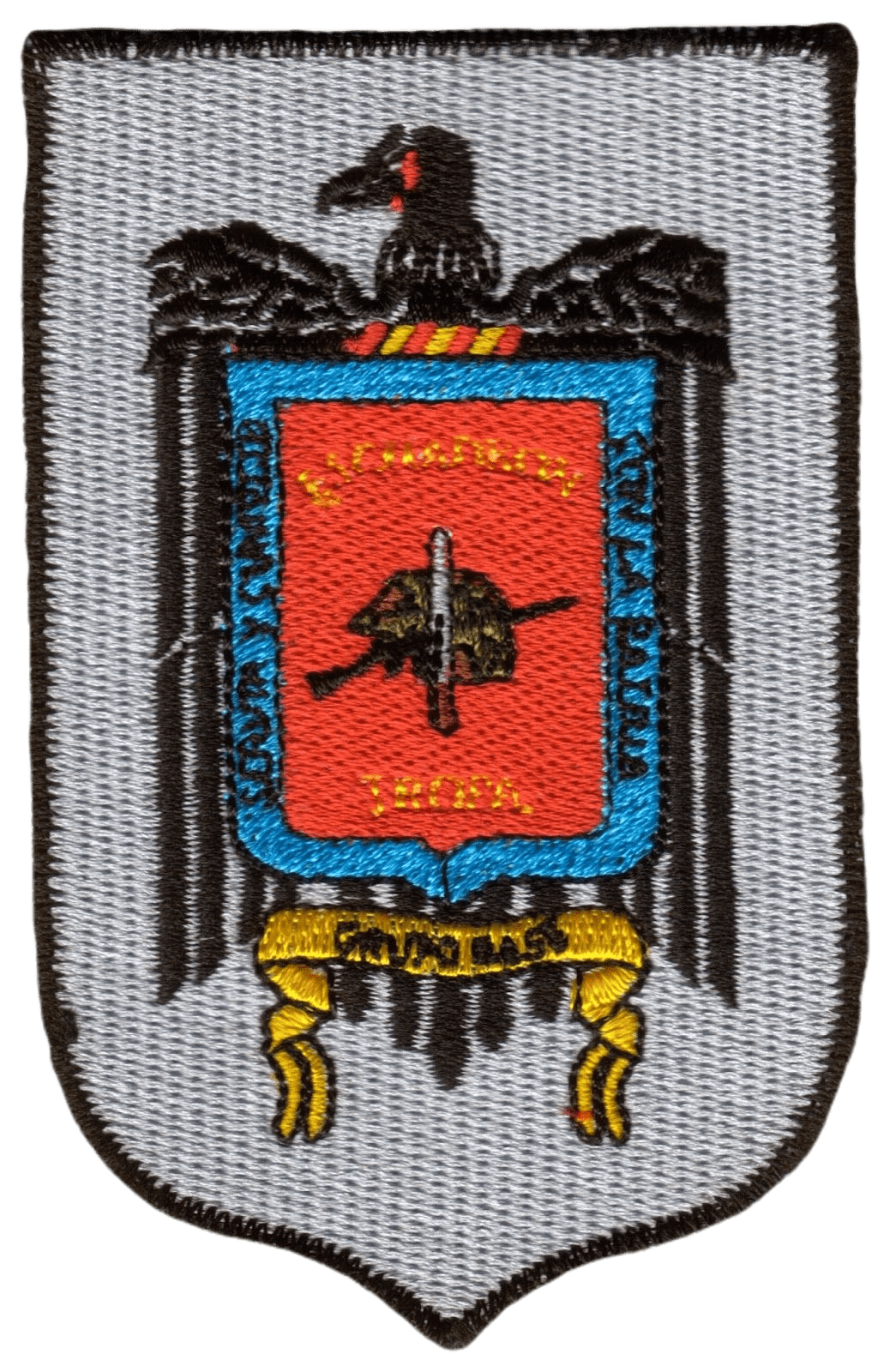
Escuadrón Tropa del Grupo Base 6
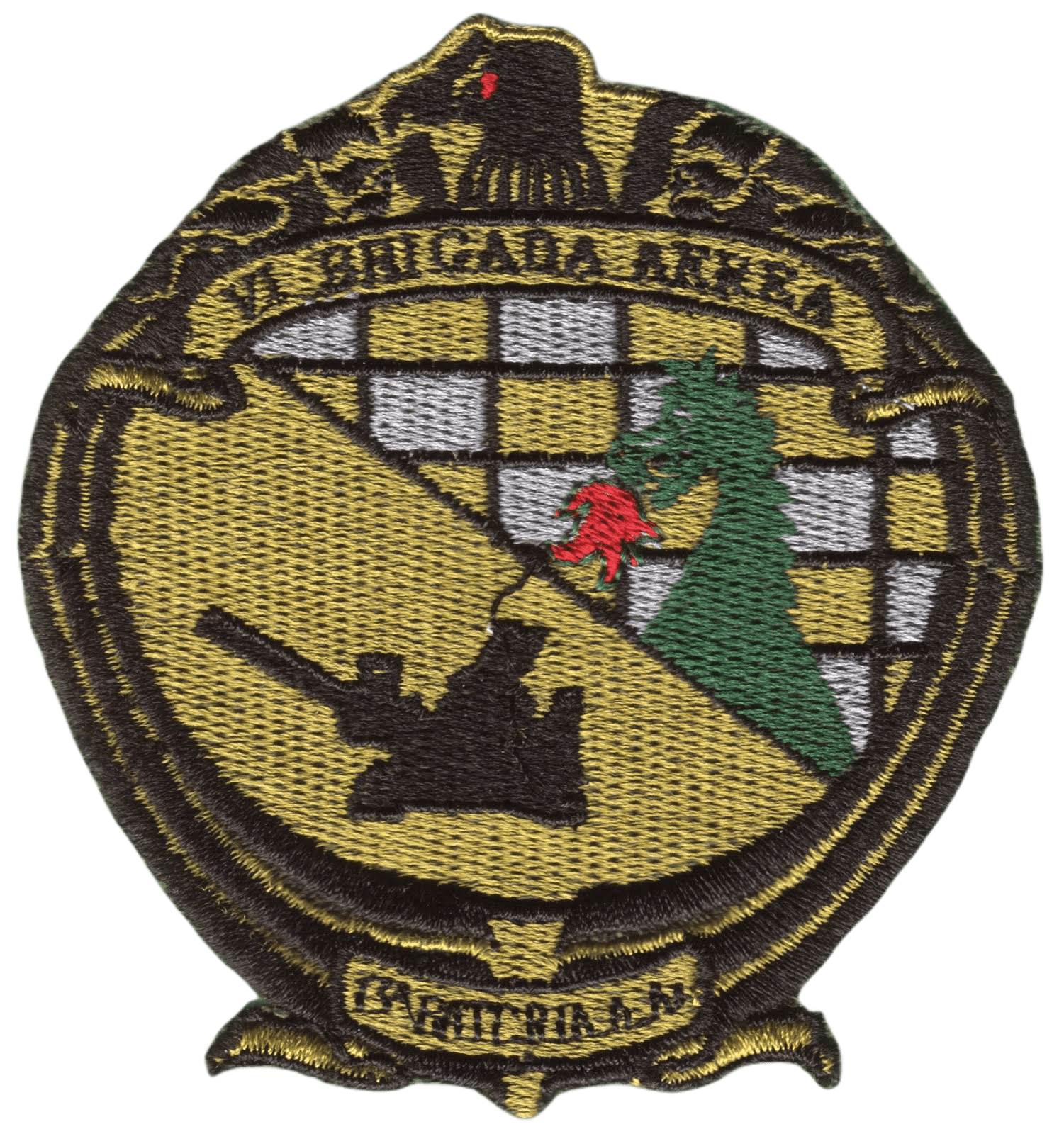
Artillería Antiaérea (baja visibilidad)
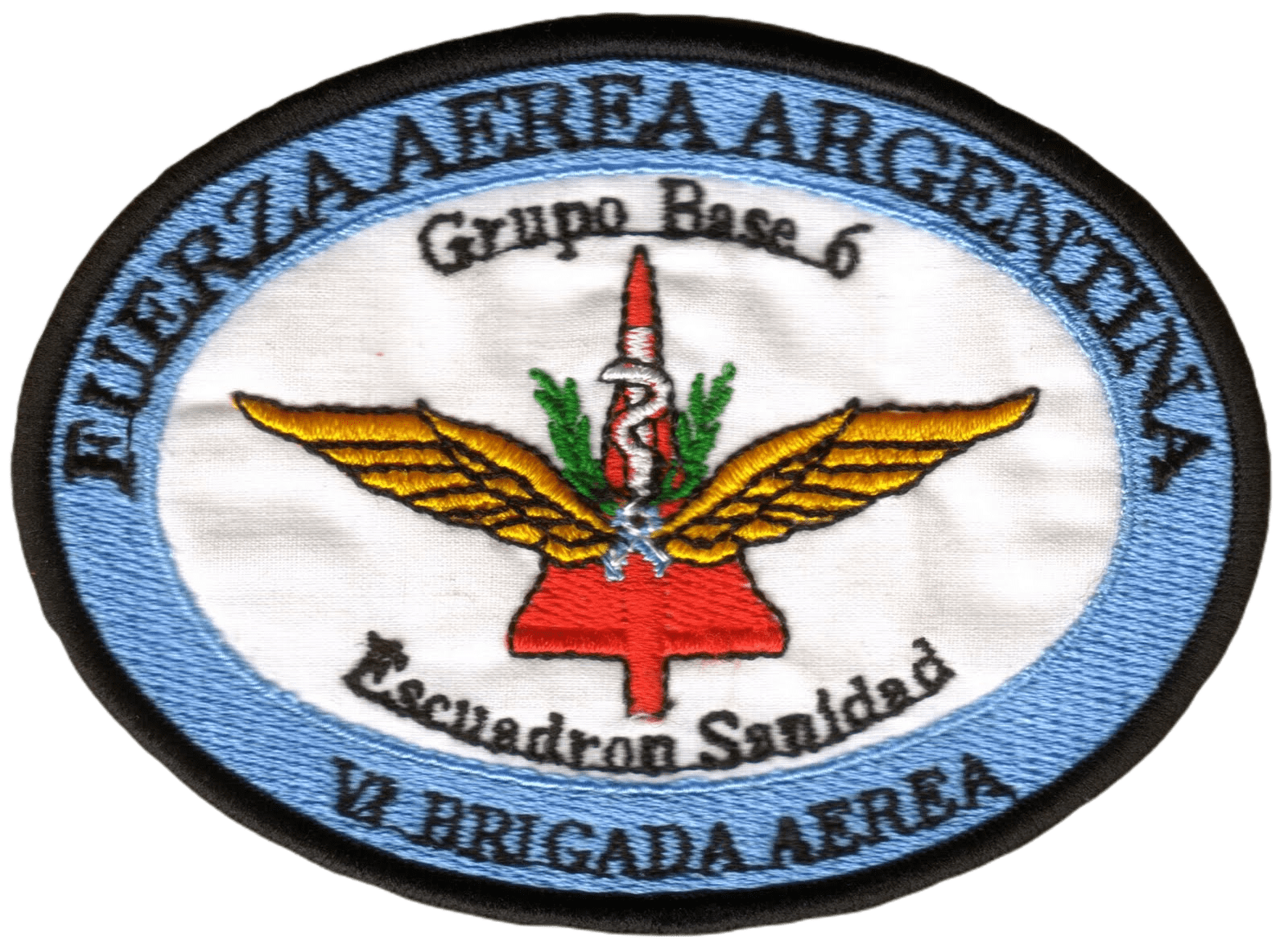
Escuadrón Sanidad del Grupo Base 6
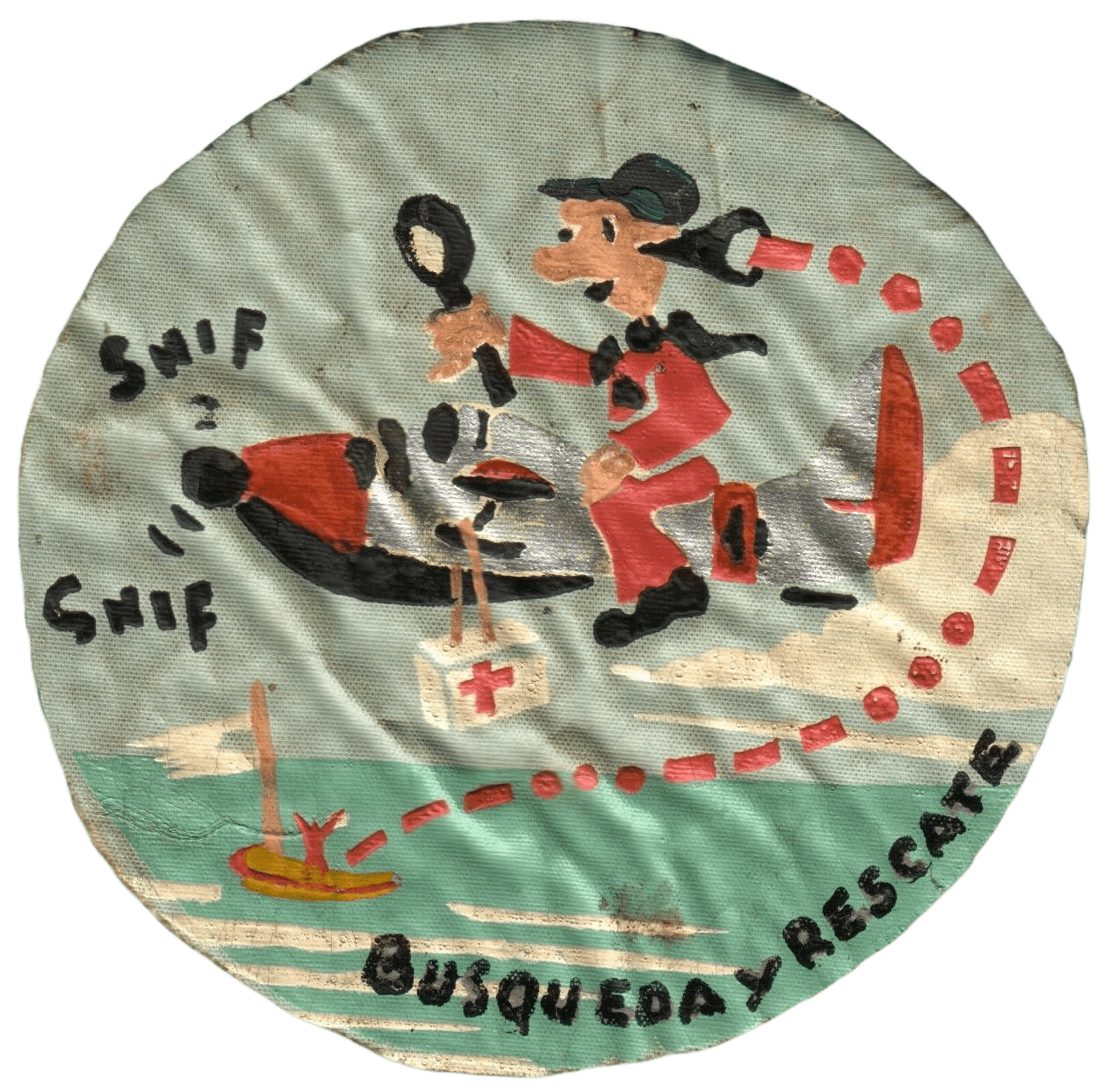
Escuadrón Búsqueda y Salvamento